# Kermadecia
Kermadecia is een geslacht uit de familie Proteaceae. De soorten uit het geslacht komen voor in het zuidwestelijke deel van het Pacifisch gebied.

## Soorten
- Kermadecia austrocaledonica (Brongn. & Gris) Benth. & Hook.f. ex B.D.Jacks.
- Kermadecia brinoniae H.C.Hopkins & Pillon
- Kermadecia ferruginea A.C.Sm.
- Kermadecia lutea Guillaumin
- Kermadecia pronyensis (Guillaumin) Guillaumin
- Kermadecia rotundifolia Brongn. & Gris
- Kermadecia sinuata Brongn. & Gris
- Kermadecia vitiensis Turrill

... · 
Adenanthos · 
Alloxylon · 
Banksia · 
Grevillea · 
Leucadendron · 
Macadamia · 
Persoonia · 
Protea · 
Toronia · 
Xylomelum · 
...